# Río Orava
El Orava (en húngaro, Árva; en alemán, Arwa; en polaco, Orawa) es un río de 60,9 km de largo en el noroeste de Eslovaquia que atraviesa un país pintoresco, en el condado de Orava. Su fuente es en la actualidad el embalse de Orava cuyas aguas inundaron la confluencia del Orava Blanco (Biela) y el Orava Negro (Čierna) en 1953. Desemboca en el río Váh cerca del pueblo de Kraľovany.